# Tender (wagon)
Pour les articles homonymes, voir Tender.
Un tender (emprunt de l'anglais) est, dans la traction à vapeur, un wagon d'un type spécial placé immédiatement après la locomotive pour assurer son approvisionnement en combustible (bois, charbon, gazole) et en eau.

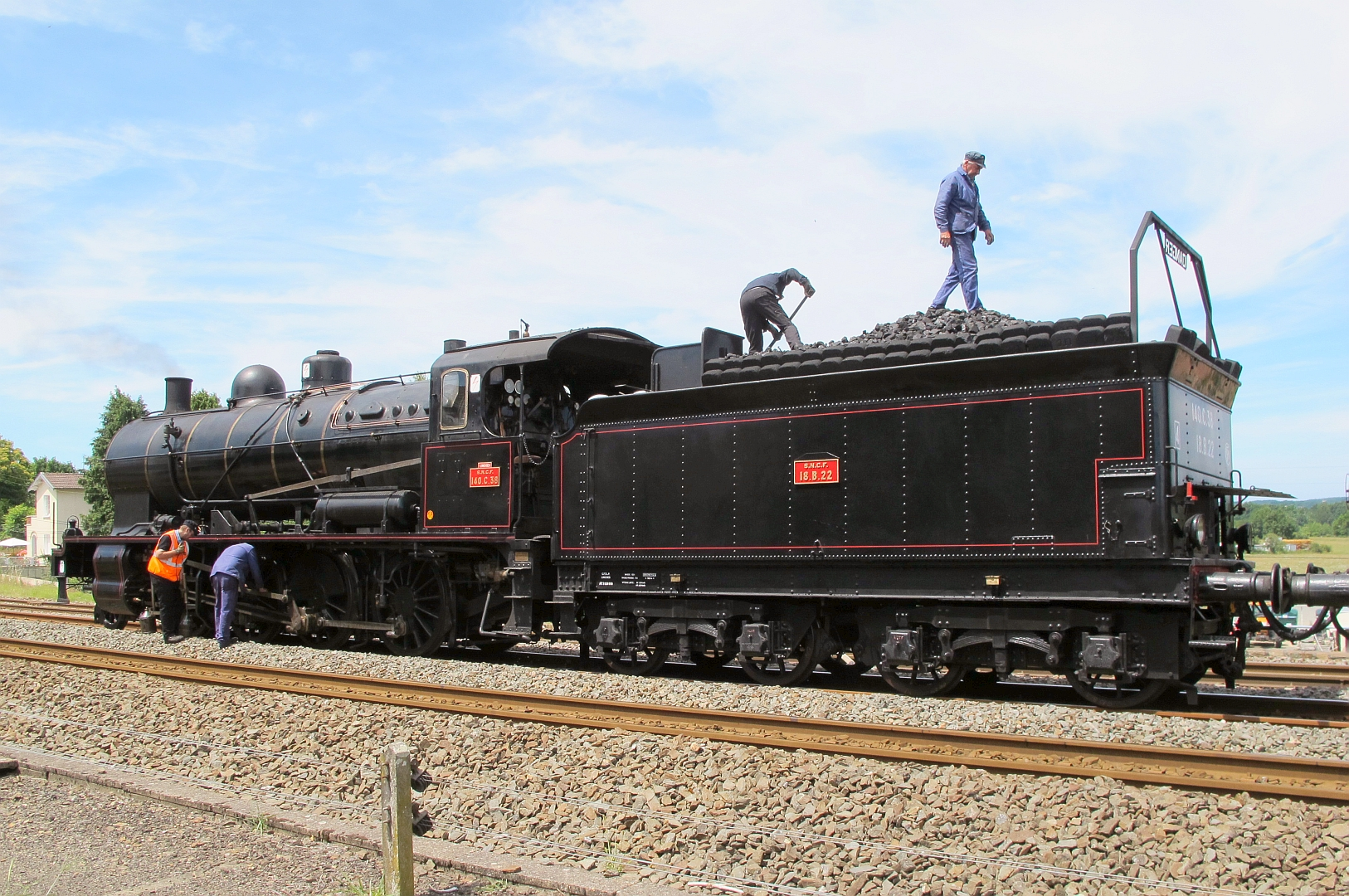
Des hommes rassemblent le charbon sur le tender de la 140 C 38.

## Principe
Les locomotives à vapeur consomment de grands volumes d'eau comme de combustible, et leur stockage à bord même de la locomotive a ses limites. D'une part cela conduit à limiter leur autonomie, d'autre part, il est nécessaire que leur poids reste sensiblement constant pour maintenir leur capacité de traction qui est fonction de l'adhérence des roues motrices, elle-même liée à la charge qu'elles supportent.
Les avantages du tender sont précisément qu'il contribue à maintenir une masse constante de la locomotive, et donc son adhérence, tout en emportant un volume d'eau et de combustible bien plus important ; mais par contre il pénalise les marches en sens inverse dont la vitesse est limitée. Pour cette raison, lorsqu'il n'est pas possible de tourner les locomotives en fin de parcours, on préfère employer des locomotives-tenders.
En règle générale une série de tenders était construite pour une série de locomotives. Mais très vite, avec les constructions de locomotives neuves, pour suivre l'évolution des techniques et l'accroissement du poids des trains, des tenders furent réaffectés après la disparition de leurs locomotives. Les Compagnies firent aussi poursuivre la construction des séries existantes pour limiter les coûts d'acquisition si bien qu'une série de locomotives pouvait être attelée à plusieurs types de tenders. La Compagnie des chemins de fer de l'Est se fit la championne de ce système avec les séries de tenders disposant de l'attelage TI (tender interchangeable) permettant à plusieurs séries de machines d'être accouplées indifféremment à plusieurs séries de tenders.
De même, dans un souci d'unification, un modèle de tender unique peut équiper différentes séries de machines, comme ce fut le cas pour les locomotives construites à partir de 1940 pour la SNCF.

## Capacité des tenders

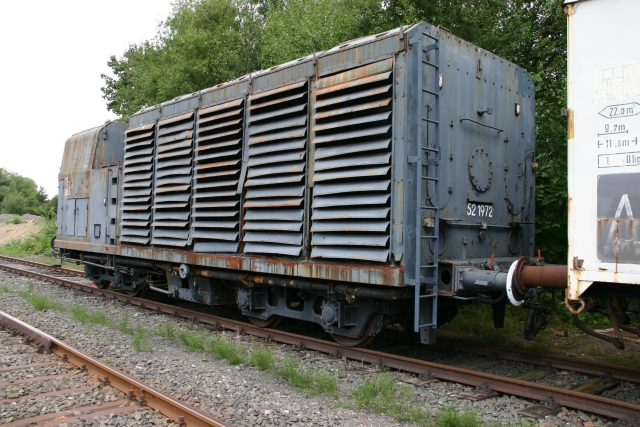
Un tender à condensation de BR 52. L'air circule à travers le tender depuis les volets latéraux grâce à des ventilateurs en toiture, pour réfrigérer un système interne qui condense la vapeur d'échappement.

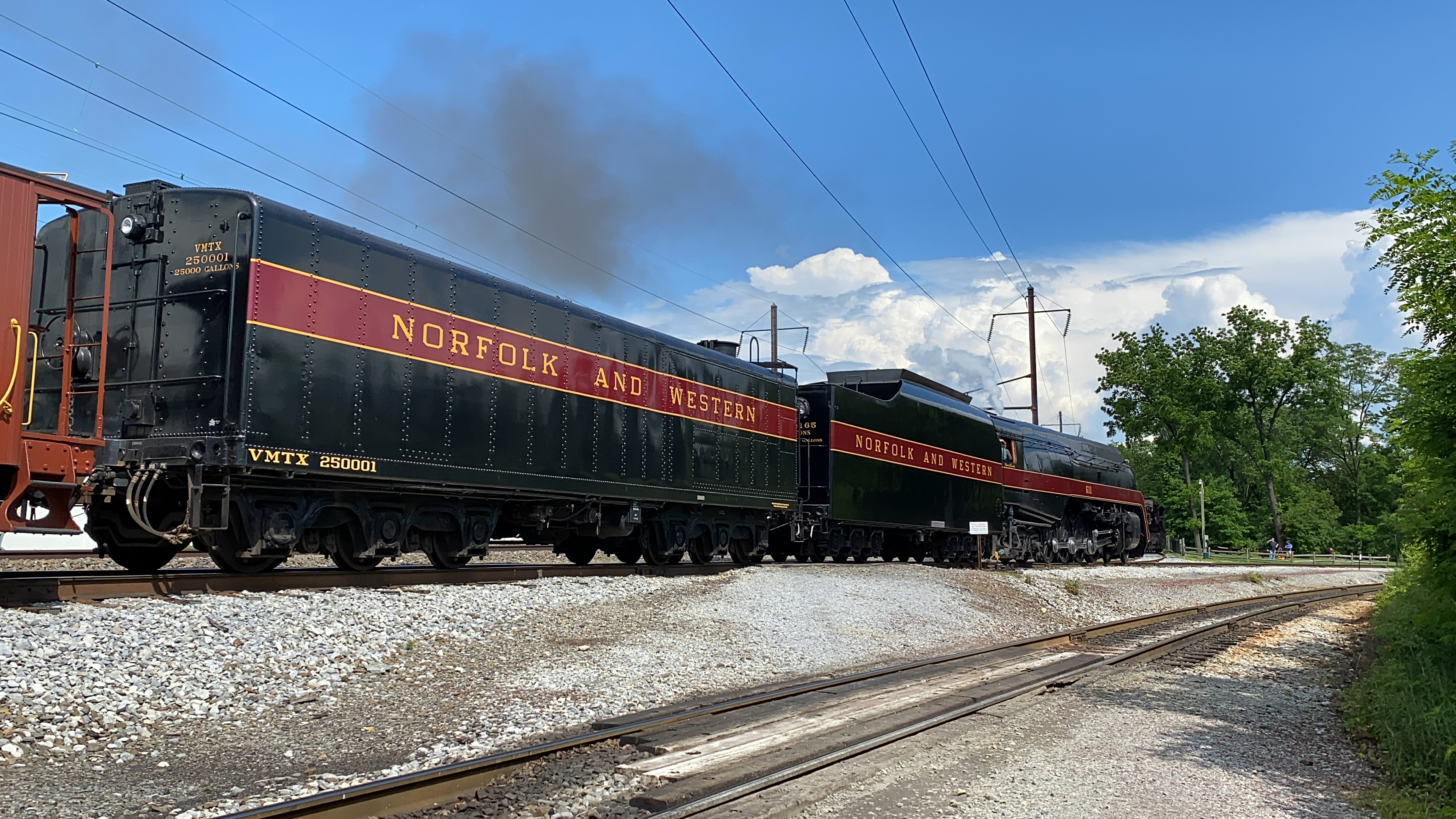
Un tender auxiliaire de 25000 gal US attelé derrière le tender de la 242 classe J no 611 du Norfolk and Western Railway.

La capacité d'un tender en eau et en combustible est habituellement proportionnelle à la consommation de la locomotive et aux distances à parcourir.
La soute à eau des tenders occupe bien souvent la majorité de l'espace disponible, car même si des points d'alimentation en eau étaient placés à intervalles réguliers le long des voies, une locomotive à vapeur consomme beaucoup plus d'eau que de combustible. Dans certains cas, on a même vu des wagons-citernes servir de tender d'appoint, ils furent appelés tenders auxiliaires. Le Norfolk and Western Railway utilisait de tels tenders avec ses locomotives géantes 2-8-8-2 (en) sur des trains de charbon.
Aux États-Unis où les distances à franchir sont longues et le plus souvent avec des trains lourds, les locomotives furent attelées à des tenders de grandes capacités ; comme les machines de la classe Blue Ridge (en) du Virginian Railway dont les tenders atteignirent la contenance maximale en eau de 26 500 gal US soit plus de 100 m3.
Les chaudières des locomotives dont les dimensions allaient en s'accroissant atteignirent des proportions telles que la chauffe à la pelle devint très difficile ; les tenders furent alors équipés d'un chargeur mécanique de charbon appelé stoker pour faciliter le travail du chauffeur. Dans le cas de la chauffe au fioul, une cuve est aménagée à l'emplacement de la soute à charbon et équipée d'un système de préchauffage à vapeur, afin d'obtenir une bonne fluidité du fioul lourd qui s'écoule par gravité jusqu'au brûleur du foyer.
Pour limiter les prises d'eau en région aride et l'utilisation de tenders à eau ou de trop grande capacité donc de très grande longueur la DRG étudia durant la Seconde Guerre mondiale des tenders à condensation. Le principe était de réutiliser la vapeur en la refroidissant au travers d'un système de ventilateurs, d'ailettes et d'évents disposés sur et dans le tender de façon à récupérer le maximum d'eau. Ainsi avec seulement 13 m3 d'eau ces tenders donnaient une autonomie de 1 000 km. La SNCF récupéra sur le sol national une machine équipée de ce type de tender : la 1-150 Y 1993.
Aux États-Unis, des locomotives furent également accouplées à des tenders dénommés Vanderbilt (en), dont la caisse est cylindrique comme celle d'un wagon-citerne, mais avec une soute à combustible de forme parallélépipédique habituelle.

## Tender à écope
Sur la côte Est des États-Unis, les deux réseaux du Pennsylvania Railroad et le New York Central Railroad utilisaient sur plusieurs de leurs lignes des dispositifs permettant aux locomotives un ravitaillement en eau en marche (par écopage dans une rigole placée entre les rails). Les tenders à sept essieux des locomotives Niagara (en) du New York Central Railroad équipés d'un tel dispositif étaient capables d'écoper 6 000 gal US, soit 22 m3 en dix-sept secondes à la vitesse de 136 km/h. L'utilisation de ce procédé était motivé par le gain de temps procuré aux trains de voyageurs en supprimant les arrêts pour prises d'eau.
En Europe, la Compagnie des chemins de fer de l'État et certains réseaux de l'Angleterre utilisaient le même procédé. À la SNCF sur la ligne de Paris au Havre, les installations d'écopage de l'ex-État fonctionnèrent jusqu'au retrait des dernières Pacific en 1966.

## Tender associé à une machine à moteur thermique
L'exemple des locomotives turbo-électriques GTELs (en) de l'Union Pacific fut un des rares cas où des tenders ont été associés à des machines à moteur thermique. Il s'agissait d'anciens tenders de locomotives a vapeur modifiés pour emporter du carburant à la place de l'eau.

## En France

### Numérotation des tenders à la SNCF
Les tenders, tout comme les locomotives, comportent un numéro de série puis un numéro d'ordre dans la série. Le numéro de série est de la forme suivante : X-XX X (X) avec dans l'ordre :
- la région SNCF - cette indication n'est pas systématiquement présente
- la capacité en eau du tender, exprimée en m³
- une lettre de série, parfois identique à la série de locomotives à laquelle les tenders sont attelés
- pour certains tenders, une indication de carburant : Ch pour charbon, F pour fioul

Par exemple, le tender 30 R 964 (F) est un tender de 30 m3, associé à la série des 141 R, disposant d'un réservoir de mazout et dont le numéro d'ordre est le 964.

### Utilisations détournées
À l'époque des locomotives à vapeur, il était habituel qu'un dépôt dispose de tenders « orphelins ». De nombreux usages leur ont été trouvés au fil du temps et des besoins :
- Chasse-neige, en les lestant et leur adjoignant un soc, surtout dans le nord. En 1970, 24 tenders de déneigement étaient recensés.
- Résistance liquide. Le laboratoire d'essais ferroviaires, à Vitry, disposait d'un tender de type 34 P afin de simuler de faibles résistances et de dissiper de fortes puissances. Cet appareil a été utilisé lors de la conception des TGV.
- Graisseur de troisième rail, dans la vallée française de la Maurienne, afin d'éviter la formation de givre sur ce rail conducteur.
- Grue, en réutilisant seulement le châssis renforcé d'un tender ancien. La firme Caillard (Le Havre) semble avoir commercialisé de telles grues.
- Wagons spéciaux, un certain nombre de châssis de tenders 30 R ont été récupérés après le démantèlement des 141 R, pour être modifiés en wagons plateaux pour le transport de charges lourdes pour le compte de l'industrie et de l'armée.
- Citernes de transport de fioul pour les 141 R dans les dépôts.
- Citernes de transport d'eau, également appelé « train d'eau » et composé de deux tenders attelés tête-bêche.
- Wagon-raccord. Cas du 22 C 271 équipé spécialement pour l'acheminement des tenders 30 R.

## Images

Différents types de tenders
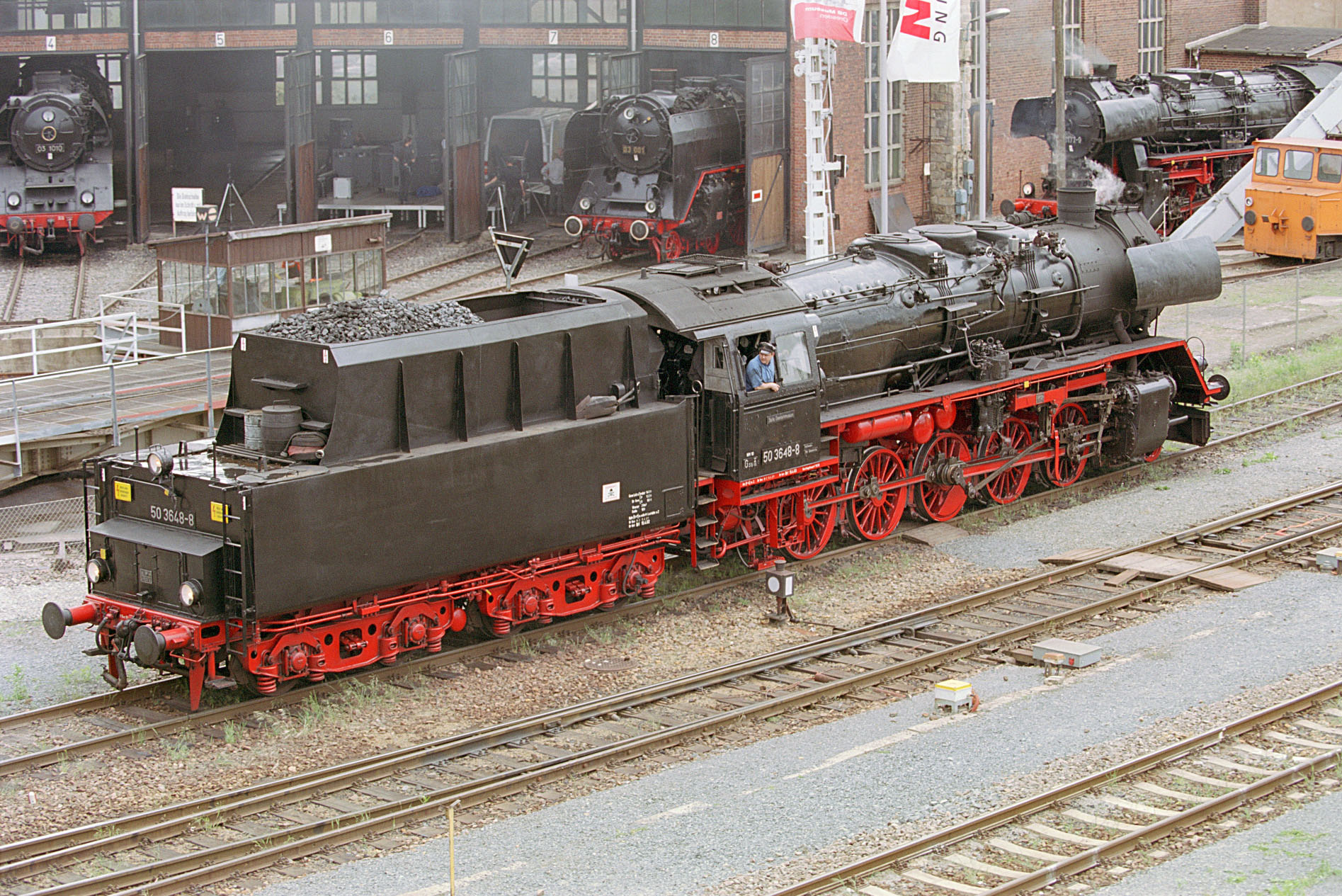
La locomotive allemande BR 50 50 3648-8 et son tender de 26 m3.
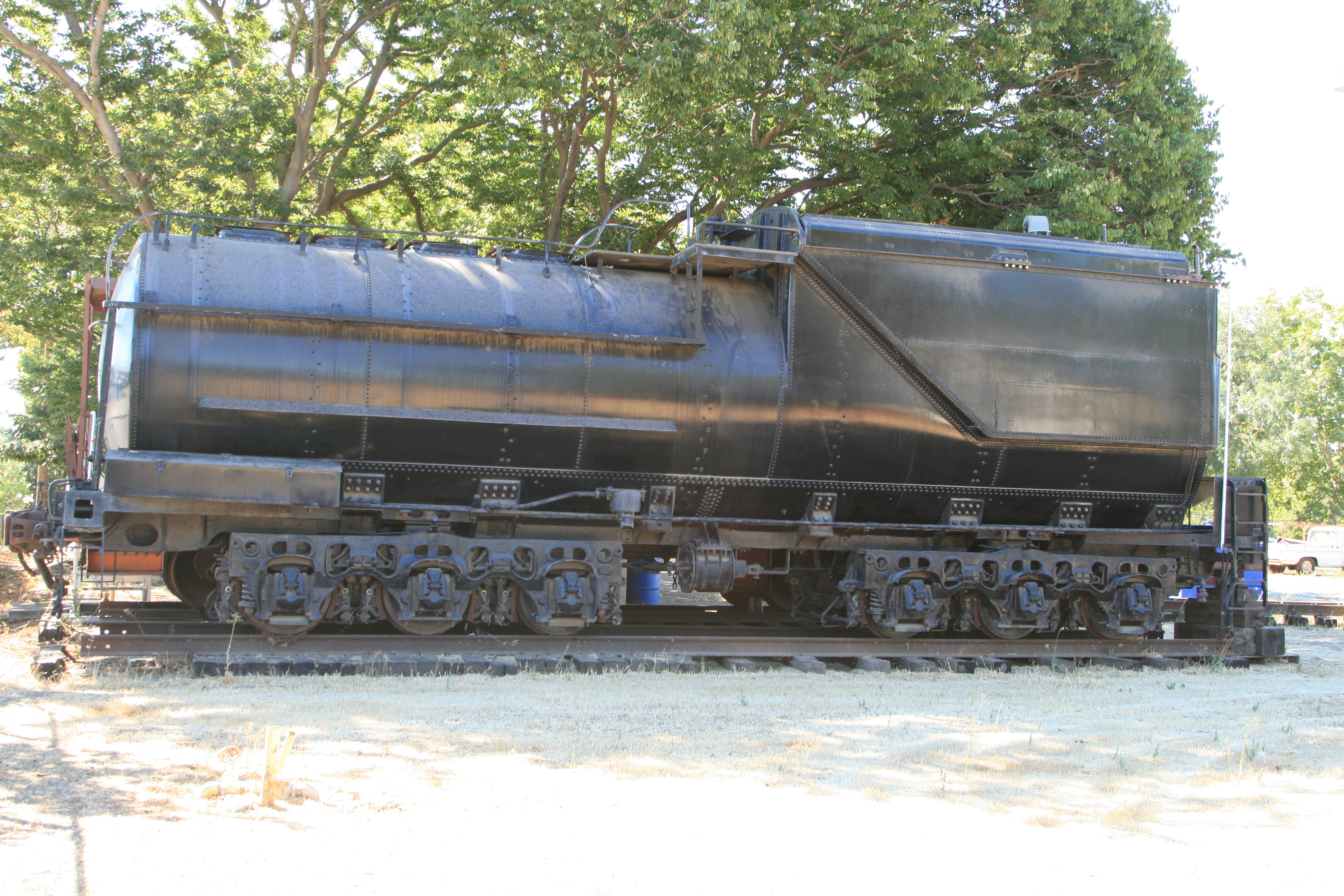
Un tender type « Vanderbilt » d'une Pacific du Southern Pacific[5].
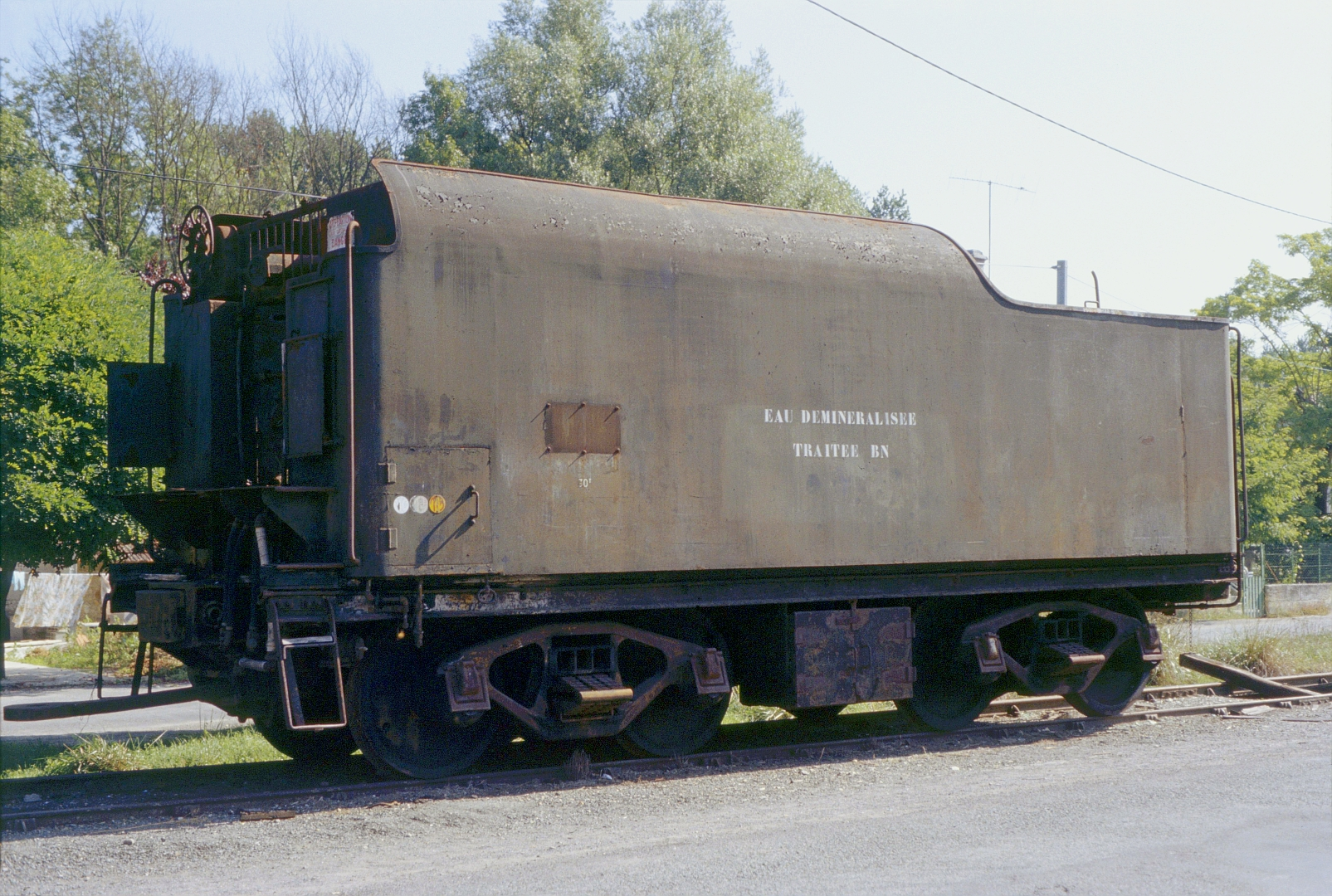
Le tender 30 R 370 provenant d'une 141 R et réutilisé comme réservoir d'eau déminéralisée.
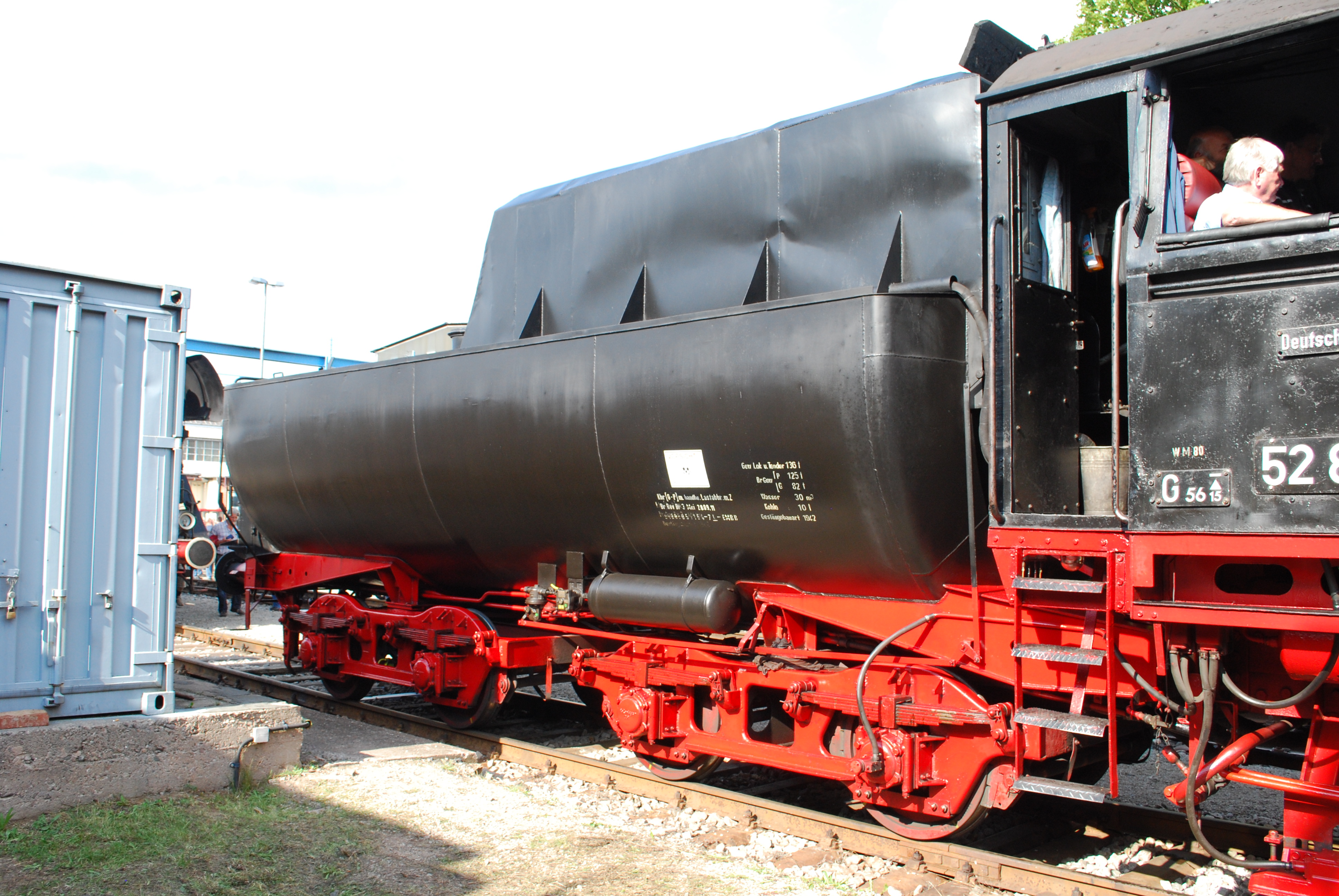
Un tender type « baignoire » attelé à une BR 52 allemande.
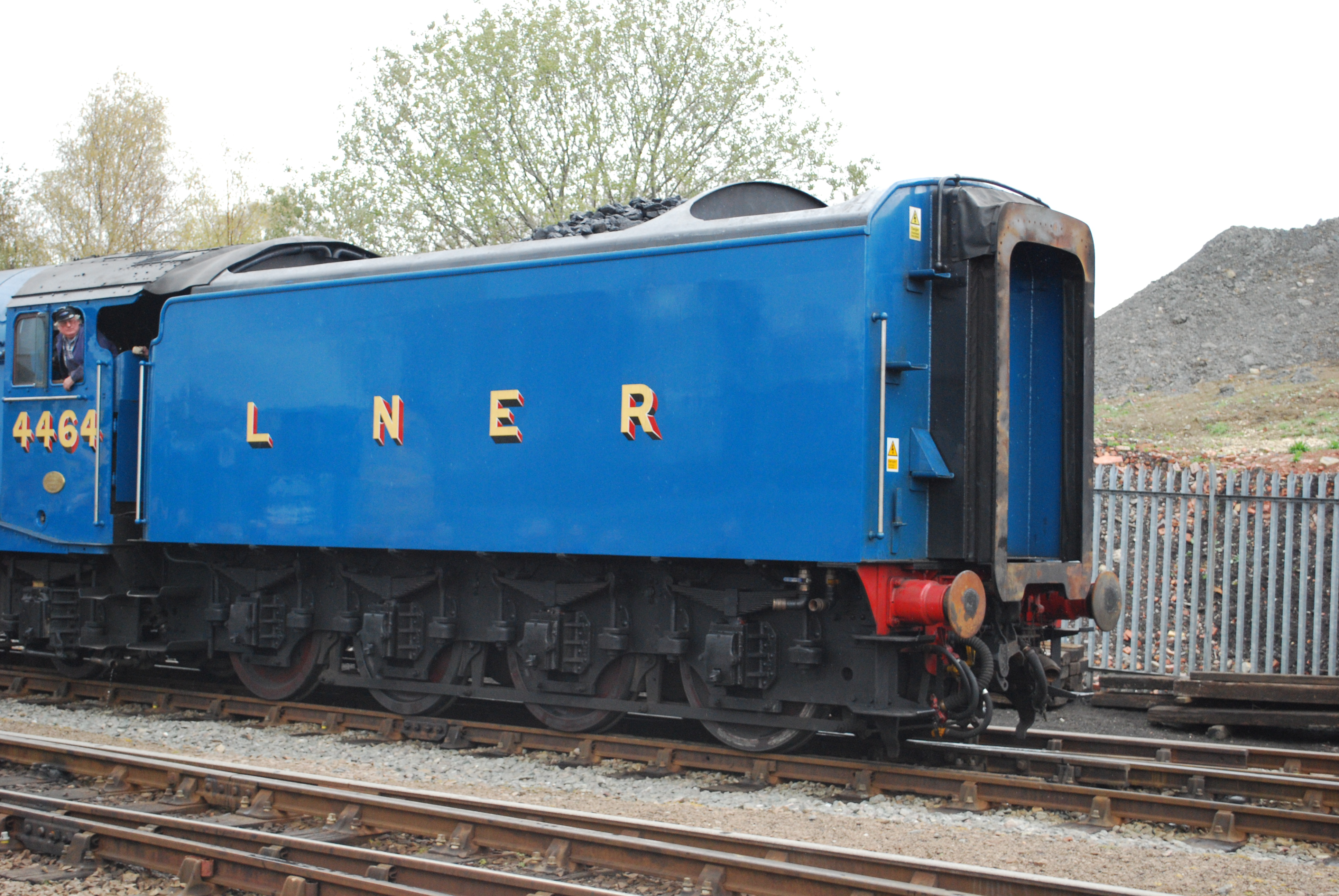
Le « Corridor Tender (en) » d'une Pacific LNER Classe A4, à couloir d'intercirculation pour la relève des équipes sans arrêt.
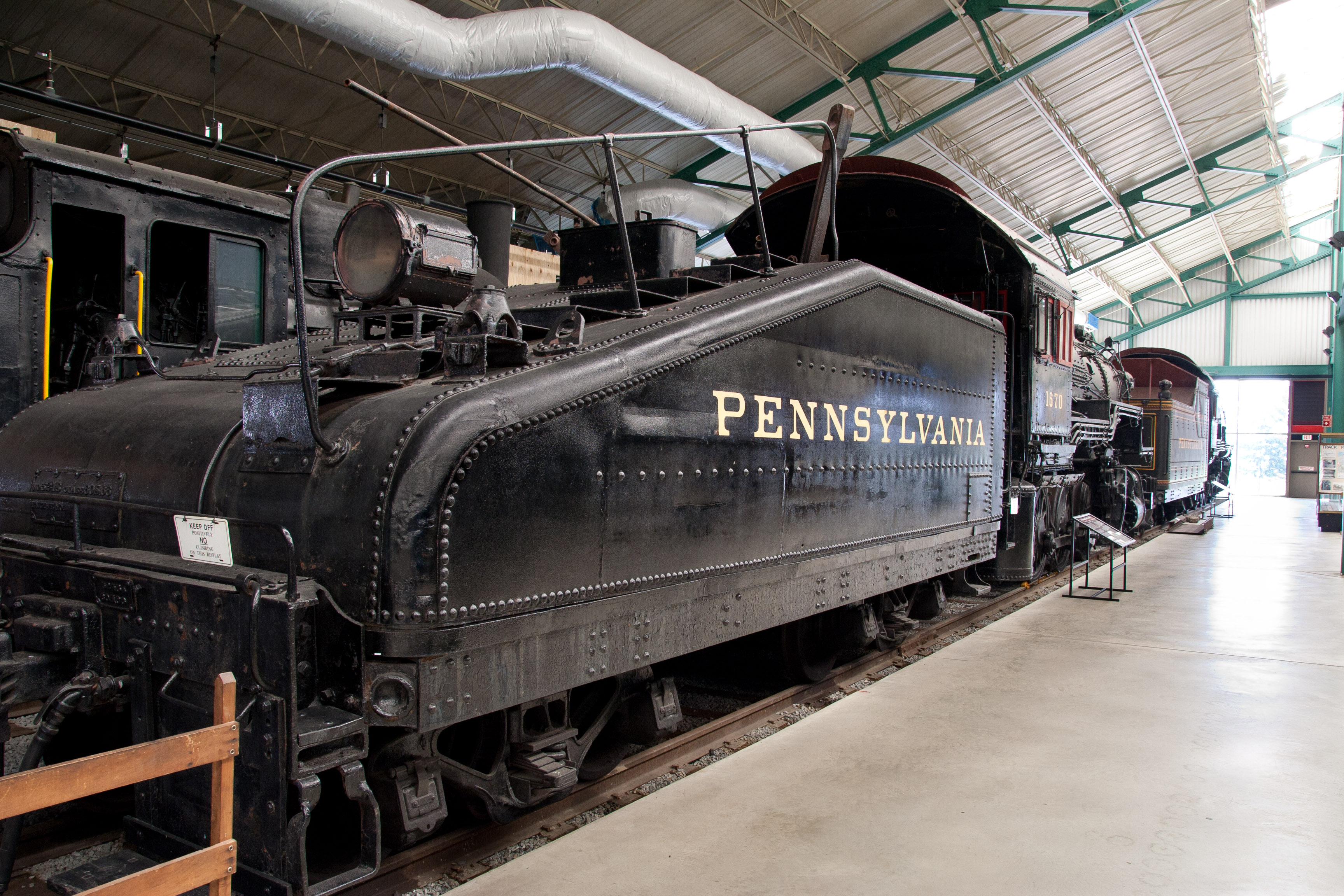
Le tender « Slopeback » d'une locomotive de manœuvre, incliné sur l'arrière pour une meilleure visibilité lors des accostages[5].
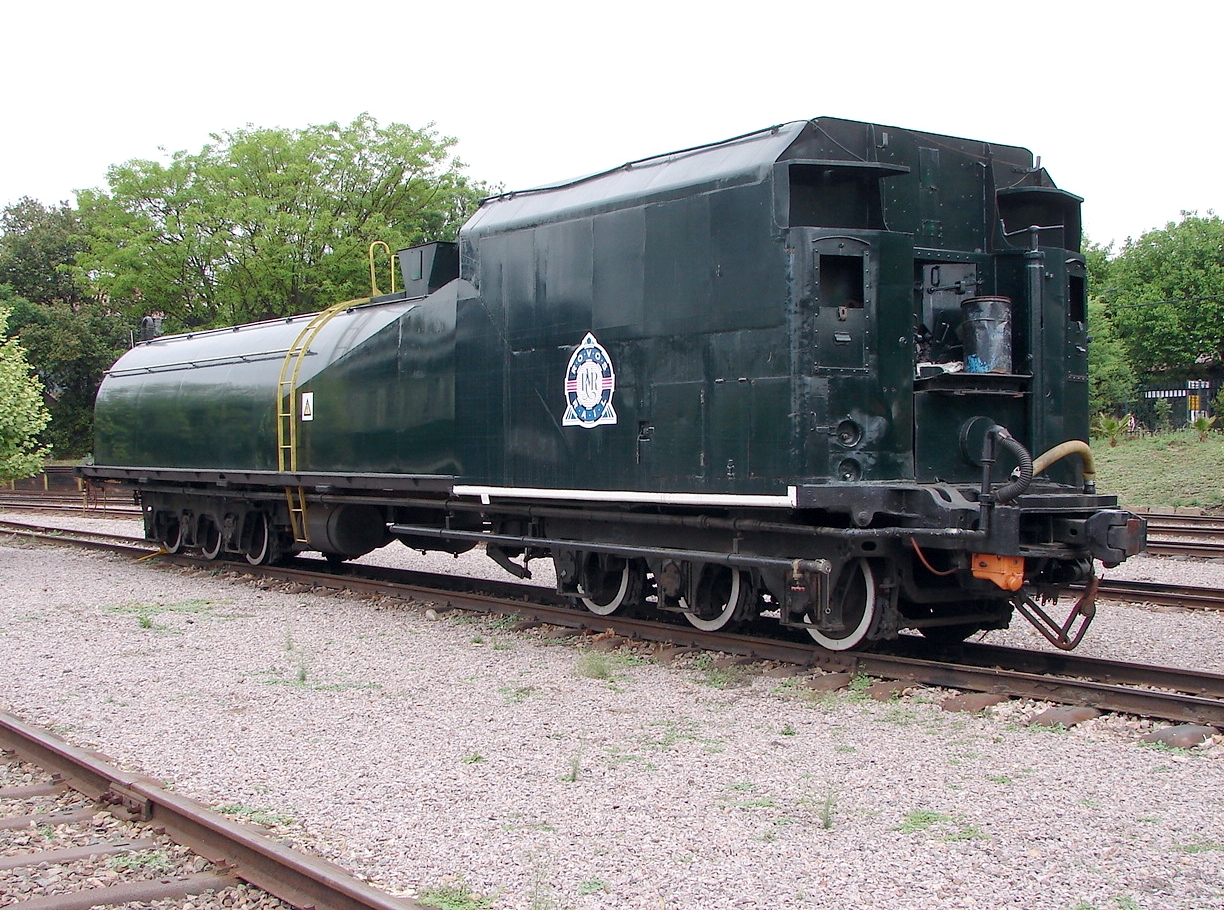
Un tender type « teckel » provenant d'une 242 sud-africaine Classe 25 (en).
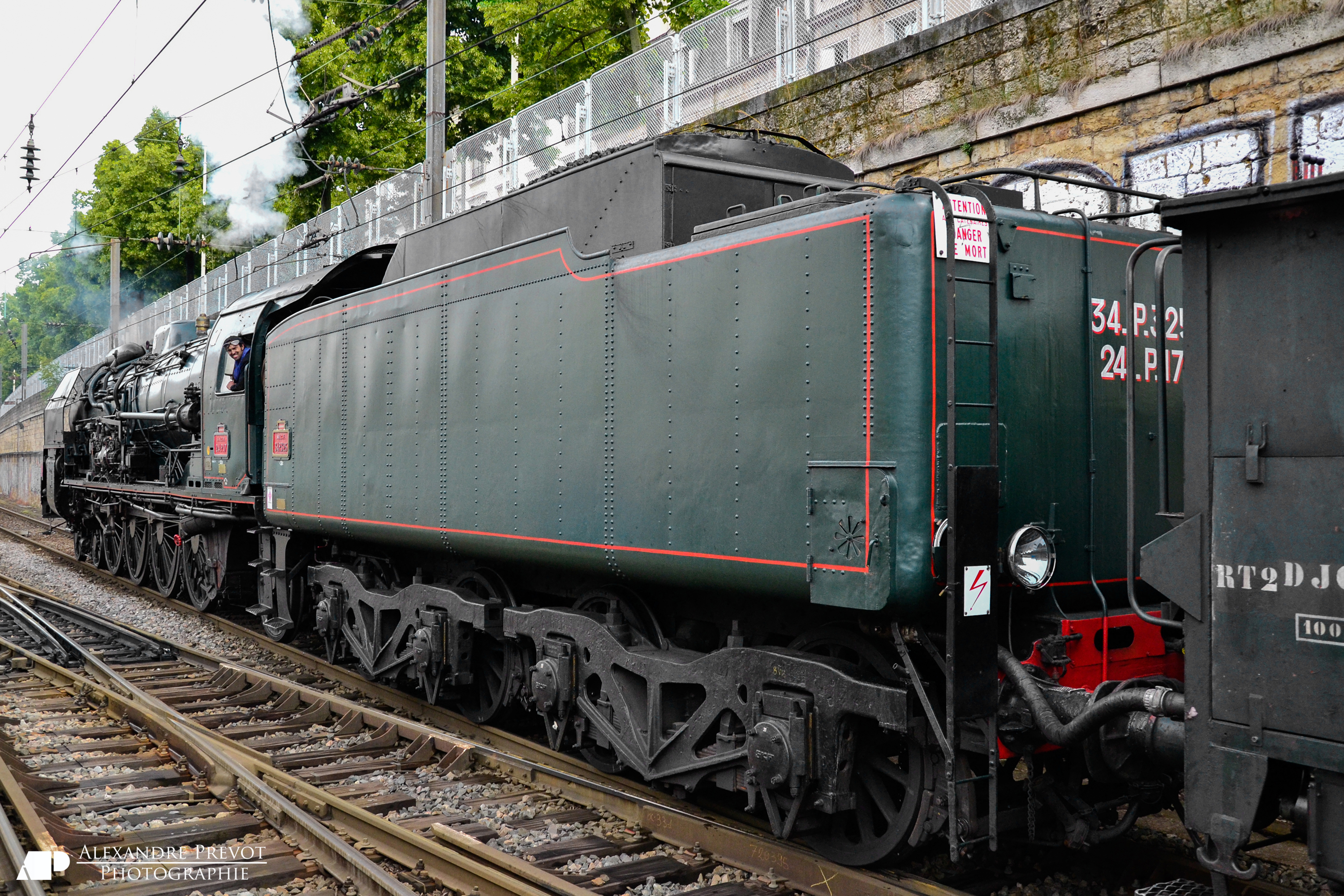
Le tender unifié SNCF 34 P 325 attelé à la 241 P 17.
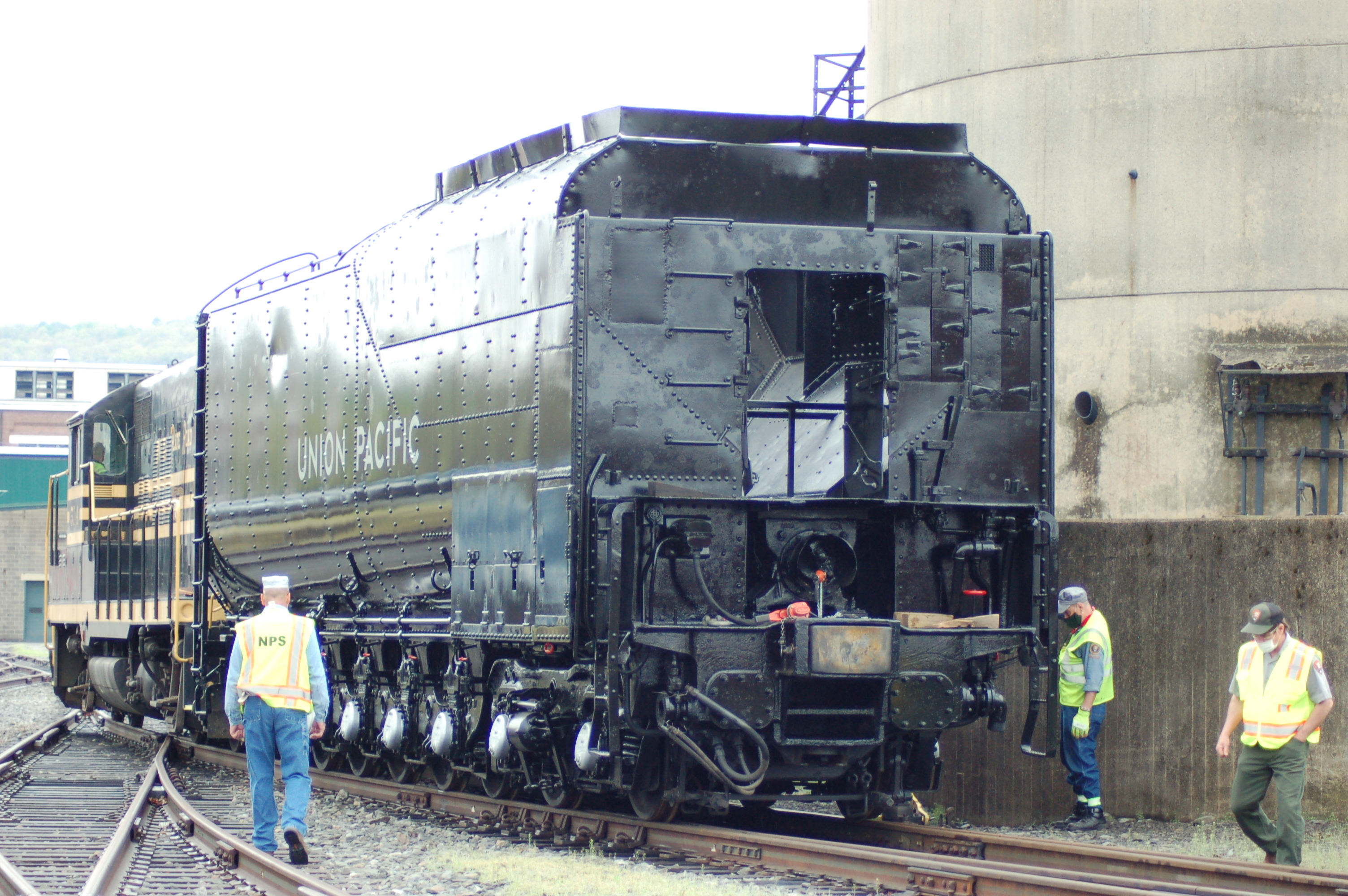
Le tender type « Centipede » à 7 essieux et 94 m3 d'une Big Boy[5].
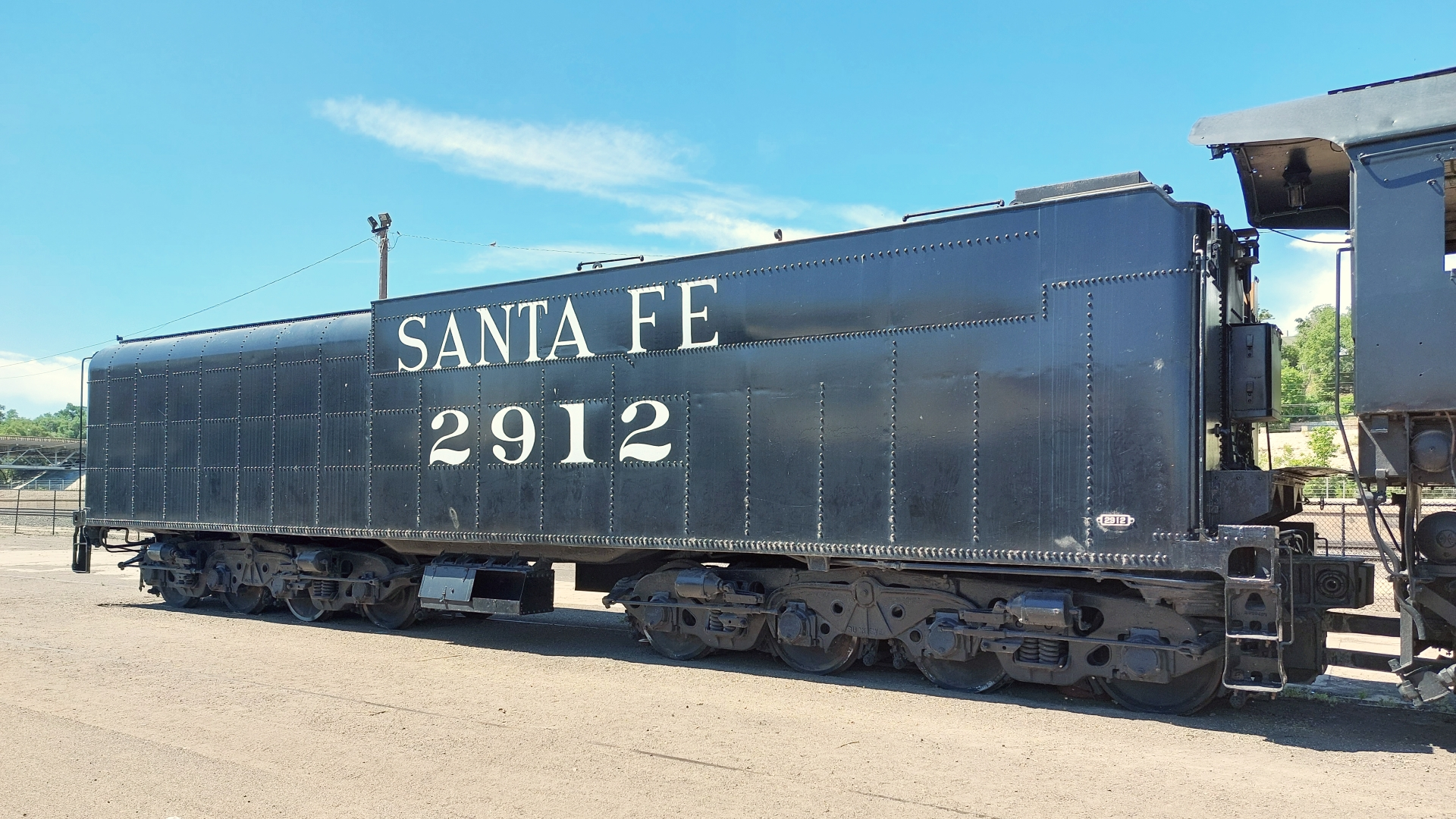
Un tender « Long Haul » à bogies de 4 essieux du Santa Fe[5].